# Чемпионат России по международным шашкам среди мужчин 2014
Чемпионат России по международным шашкам среди мужчин 2014 года прошёл 5—18 апреля в пансионате «Лесное» Ярославской области (близ города Тутаева).
Турнир проводился в основной программе, в быстрой программе (быстрые шашки) и молниеносной программе (блиц), по итогам которых определялись победители в командном зачёте. Одновременно прошёл Чемпионат России по международным шашкам среди женщин 2014 года и первенство России среди юношей и девушек.
Главный судья, судья всероссийской категории: О.Е.Холин. Главный секретарь, арбитр ФМЖД: А.П.Мельников
По итогам соревнований шел отбор в сборную России для участия в чемпионатах Европы в соответствующих программах.

## Медалисты
Учитывая личный и командный зачёты
| Место | Страна                                                                       | Золото | Серебро | Бронза | Всего |
| ----- | ---------------------------------------------------------------------------- | ------ | ------- | ------ | ----- |
| 1     | Гермогенов Николай                                                           | 4      | 0       | 0      | 4     |
| 2-3   | Гуляев Николай и Федотов Андрей                                              | 3      | 0       | 0      | 3     |
| 4     | Александр Шварцман                                                           | 1      | 1       | 0      | 2     |
| 5     | Гетманский Александр                                                         | 1      | 0       | 1      | 2     |
| 6-8   | Мильшин Владимир, Минин Сергей, Мильшин Максим                               | 0      | 3       | 0      | 3     |
| 9     | Андрей Калмаков                                                              | 0      | 1       | 2      | 3     |
| 10    | Иван Трофимов                                                                | 0      | 1       | 0      | 1     |
| 11-19 | Муродулло Амриллаев, Рысаев Дамир, Сафин Янис, Шарафутдинов Марсель          | 0      | 0       | 1      | 1     |
| 11-19 | Чирков Павел, Букин Николай, Седов Эдуард, Скрабов Владимир, Поликарпов Олег | 0      | 0       | 1      | 1     |

## Классическая программа
Золото — Николай Гермогенов
 Серебро — Александр Шварцман
 Бронза — Андрей Калмаков
 Золото — Саха (Якутия) (Гуляев Николай, Гермогенов Николай, Федотов Андрей)
 Серебро — Тюменская область (Мильшин Владимир, Минин Сергей, Мильшин Максим)
 Бронза — Республика Башкортостан (Рысаев Дамир, Сафин Янис, Шарафутдинов Марсель)

## Быстрая программа
Золото — Александр Шварцман
 Серебро — Иван Трофимов
 Бронза — Гетманский Александр
 Золото — Саха (Якутия) (Гуляев Николай, Гермогенов Николай, Федотов Андрей)
 Серебро — Тюменская область (Мильшин Владимир, Минин Сергей, Мильшин Максим)
 Бронза — Тверская область (Калмаков Андрей, Чирков Павел, Букин Николай)

## Молниеносная программа
Золото — Гетманский Александр
 Серебро — Андрей Калмаков
 Бронза — Муродулло Амриллаев
 Золото — Саха (Якутия) (Гуляев Николай, Гермогенов Николай, Федотов Андрей)
 Серебро — Тюменская область (Мильшин Владимир, Минин Сергей, Мильшин Максим)
 Бронза — Ярославская область (Седов Эдуард, Скрабов Владимир, Поликарпов Олег)
- Результаты на сайте Федерации Шашек России